# Coppa della Regina 2013-2014 (pallavolo)
La Coppa della Regina 2013-14 si è svolta dal 31 gennaio al 2 febbraio 2014: al torneo hanno partecipato sei squadre di club spagnole e la vittoria finale è andata per la prima volta al Murillo.

## Regolamento
Le squadre hanno disputato quarti di finale (non hanno partecipato la prima e la seconda classificata al termine del girone di andata della regular season di SFV 2013-14, già qualificate alle semifinali), semifinali e finale.

## Squadre partecipanti
| Squadra      | Qualificazione                       | Ultima partecipazione      |
| ------------ | ------------------------------------ | -------------------------- |
| Alcobendas   | 5ª al girone di andata SFV 2013-2014 | Debutto                    |
| Barcellona   | 3ª al girone di andata SFV 2013-2014 | Coppa della Regina 2012-13 |
| Ciutadella   | 6ª al girone di andata SFV 2013-2014 | Coppa della Regina 2012-13 |
| Iruña        | 2ª al girone di andata SFV 2013-2014 | Debutto                    |
| JAV Olímpico | 4ª al girone di andata SFV 2013-2014 | Coppa della Regina 2011-12 |
| Murillo      | 1ª al girone di andata SFV 2013-2014 | Coppa della Regina 2012-13 |

## Torneo

### Tabellone
|  | Quarti | Quarti       | Quarti |  |   | Semifinali | Semifinali | Semifinali |  |   | Finale  | Finale     | Finale |
|  |        |              |        |  |   |            |            |            |  |   |         |            |        |
|  |        |              |        |  |   | 1          | Murillo    | 3          |  |   |         |            |        |
|  |        |              |        |  |   | 1          | Murillo    | 3          |  |   |         |            |        |
|  |        |              |        |  |   | 5          | Alcobendas | 0          |  |   |         |            |        |
|  | 4      | JAV Olímpico | 2      |  |   | 5          | Alcobendas | 0          |  |   |         |            |        |
|  | 4      | JAV Olímpico | 2      |  |   |            |            |            |  |   |         |            |        |
|  | 5      | Alcobendas   | 3      |  |   |            |            |            |  |   |         |            |        |
|  | 5      | Alcobendas   | 3      |  |   |            |            |            |  | 1 | Murillo | 3          |        |
|  |        |              |        |  |   |            |            |            |  | 1 | Murillo | 3          |        |
|  |        |              |        |  |   |            |            |            |  |   | 6       | Ciutadella | 0      |
|  | 3      | Barcellona   | 1      |  |   |            |            |            |  |   | 6       | Ciutadella | 0      |
|  | 3      | Barcellona   | 1      |  |   |            |            |            |  |   |         |            |        |
|  | 6      | Ciutadella   | 3      |  |   |            |            |            |  |   |         |            |        |
|  | 6      | Ciutadella   | 3      |  | 2 | Iruña      | 0          |            |  |   |         |            |        |
|  |        |              |        |  | 2 | Iruña      | 0          |            |  |   |         |            |        |
|  |        |              |        |  |   | 6          | Ciutadella | 3          |  |   |         |            |        |
|  |        |              |        |  |   | 6          | Ciutadella | 3          |  |   |         |            |        |

### Risultati

#### Quarti di finale
| 31 gennaio 2014 Palacio de los Deportes de La Rioja, Logroño Durata: 1h:46 - Spettatori: 500 | Barcellona   | 1 - 3 | Ciutadella | 22-25, 25-15, 22-25, 18-25       |
| 31 gennaio 2014 Palacio de los Deportes de La Rioja, Logroño Durata: 1h:48 - Spettatori: 400 | JAV Olímpico | 2 - 3 | Alcobendas | 25-19, 25-21, 21-25, 22-25, 9-15 |

#### Semifinali
| 1º febbraio 2014 Palacio de los Deportes de La Rioja, Logroño Durata: 1h:13 - Spettatori: 1 500 | Murillo | 3 - 0 | Alcobendas | 29-27, 25-13, 25-22 |
| 1º febbraio 2014 Palacio de los Deportes de La Rioja, Logroño Durata: 1h:19 - Spettatori: 1 500 | Iruña   | 0 - 3 | Ciutadella | 23-25, 20-25, 24-26 |

#### Finale
| 2 febbraio 2014 Palacio de los Deportes de La Rioja, Logroño Durata: 1h:02 - Spettatori: 2 200 | Murillo | 3 - 0 | Ciutadella | 25-10, 25-14, 25-17 |